# Смитон (Илиноис)
Смитон (енгл. Smithton) град је у америчкој савезној држави Илиноис.

## Демографија
По попису из 2010. године број становника је 3.693, што је 1.445 (64,3%) становника више него 2000. године.
| Група             | 2000.         | 2010.         |
| Белци             | 2.186 (97,2%) | 3.543 (95,9%) |
| Афроамериканци    | 17 (0,8%)     | 38 (1,0%)     |
| Азијати           | 9 (0,4%)      | 23 (0,6%)     |
| Хиспаноамериканци | 5 (0,2%)      | 60 (1,6%)     |
| Укупно            | 2.248         | 3.693         |